# Gwiazdy polskiej muzyki lat 80. (album Perfectu)
Gwiazdy polskiej muzyki lat 80. – album kompilacyjny zespołu Perfect wydany w 2007 roku jako dodatek do gazety. Zawiera 15 przebojów grupy z lat 1978–1982. Do albumu dołączona jest 24-stronicowa książeczka zawierająca krótką historię zespołu, fotografie, wywiad ze Zbigniewem Hołdysem oraz kalendarium. Płyta pochodzi z kolekcji Dziennika i jest piętnastą częścią cyklu „Gwiazdy polskiej muzyki lat 80.”.

## Spis utworów
1. „Ale wkoło jest wesoło” (muz. i sł. Zbigniew Hołdys) – 3:51
2. „Bla, bla, bla” (muz. Zbigniew Hołdys – sł. Bogdan Olewicz) – 3:23
3. „Po co?” (muz. Zbigniew Hołdys – sł. Bogdan Olewicz) – 4:23
4. „Idź precz” (muz. Zbigniew Hołdys – sł. Bogdan Olewicz) – 3:24
5. „Chcemy być sobą” (muz. i sł. Zbigniew Hołdys) – 5:26
6. „Opanuj się” (muz. i sł. Zbigniew Hołdys) – 3:41
7. „Pepe wróć” (muz. Zbigniew Hołdys – sł. Bogdan Olewicz) – 5:32
8. „Wyspa, drzewo, zamek” (muz. Zbigniew Hołdys – sł. Bogdan Olewicz) – 3:18
9. „Objazdowe nieme kino” (muz. Zbigniew Hołdys – sł. Bogdan Olewicz) – 4:38
10. „Nie płacz Ewka” (muz. Zbigniew Hołdys – sł. Bogdan Olewicz) – 5:42
11. „Co się stało z Magdą K.” (muz. Zbigniew Hołdys – sł. Andrzej Mogielnicki) – 4:06
12. „Obracam w palcach złoty pieniądz” (muz. Zbigniew Hołdys – sł. Bogdan Olewicz) – 4:13
13. „Nie bój się tego wszystkiego” (muz. i sł. Zbigniew Hołdys) – 4:55
14. „Niewiele Ci mogę dać” (muz. Zbigniew Hołdys – sł. Bogdan Olewicz) – 3:43
15. „Autobiografia” (muz. Zbigniew Hołdys – sł. Bogdan Olewicz) – 4:32